# Matratzen Concord
Matratzen Concord ist ein Fachdiscounter für Schlafmatratzen in Deutschland. Das Unternehmen gehört zum asiatischen Finanzinvestor Magical Honour Limited. Die Kette wurde durch die ehemals hohe Zahl an Läden und Präsenz auch in kleineren Städten bekannt. In Deutschland, Österreich und der Schweiz betrieb das Unternehmen Ende der 2010er Jahre rund 600 Filialen.

## Geschichte
Bis 2005 liefen die Filialen unter dem Namen Beter Bed und wurden nach dem Zukauf des Kölner Unternehmens Matratzen Concord, das damals 240 Läden betrieb, neu eröffnet. Unternehmen gleicher Firma sind ebenso Untergruppen von Beter Bed. Im Dezember 2018 kündigte das Unternehmen die Schließung von 176 Filialen bis zum Jahresende 2018 an. Weitere 150 Filialen wurden im Zeitraum von 2019 bis 2022 im Rahmen einer Umstrukturierung und in Folge der COVID-19-Pandemie geschlossen.
Der Geschäftsführer Frans Geelen trat am 1. März 2010 von seiner Funktion als CEO von Beter Bed zurück; sein Nachfolger wurde Ton Anbeek, der seinerseits 2017 zur Accell Group wechselte. Sein Nachfolger war der ehemalige CFO Bart B. F. Koops, der die Beter Bed Holding am 1. August 2018 verließ. Seit dem 8. Januar 2018 arbeitet Dario Marotta als Geschäftsführer in Köln.
2019 wurde Matratzen Concord für nur fünf Millionen Euro an einen asiatischen Finanzinvestor, firmierend als Magical Honour, verkauft. Grund für den Verkauf waren die sinkenden Umsätze und anhaltend schlechten Geschäfte. Vertretungsberechtigte Geschäftsführer sind seitdem nach eigenen Angaben von Matratzen Concord Tingjing Wu und Haifeng Li.

## Kritik
Concords marktbeherrschende Stellung im lokalen Vertrieb wurde kritisiert, da sie kleineren Unternehmen angeblich den Zugang zum Markt erschwere.